# Kurt Seligmann (Gerechter unter den Völkern)
Kurt Seligmann (* 12. Juni 1896; † 23. April 1967) war ein Deutscher, der in der Zeit des Nationalsozialismus eine Familie jüdischen Glaubens unterstützte und 2006 als Gerechter unter den Völkern geehrt wurde.
Kurt Seligmann half mit Unterstützung seiner Ehefrau Elfriede, geb. Wengel (1905–1959), seinem Geschäftsfreund Hermann Shipper gleich bei Beginn der Judenverfolgung durch die Nazis. Als Hermann Shipper und seine Tochter Paula 1943 nach Auschwitz deportiert wurden und die Ehefrau Rachela mit ihrer 19-jährige Tochter Jenni der Verschleppung entgingen, wandten sich die beiden Frauen an Kurt Seligmann um Hilfe. Da er sie in der eigenen Berliner Wohnung immer nur kurzfristig unterbringen konnte, suchte er beständig neue Verstecke für die beiden und versorgte sie immer wieder mit Geld und Lebensmittel. Als Rachela eines Tages bat, ihre Juwelen zu verkaufen und dafür Lebensmittel zu besorgen, nahm Kurt Seligmann diese an, aber nur, um sie Frau Levin nach dem Krieg vollständig wieder auszuhändigen.
Frau Shipper und Tochter wanderten nach Amerika aus, hielten aber stets Kontakt mit der Familie Seligmann. In einem Brief schrieb Jenni Shipper-Levin an die Enkelkinder: „...I want you to know and never forget that in the worst time of our lives, when we met and suffered the worst inhumanities, we were also lucky to meet the best of humanity“ (übersetzt: „… Ich möchte, dass ihr wisst und niemals vergesst, dass wir in der schlimmsten Zeit unseres Lebens, als wir die schlimmsten Unmenschlichkeiten kennenlernten und erlitten, wir auch das Glück hatten, das Beste der Menschlichkeit kennenzulernen“). Auf Initiative von Jenni Shipper-Levin wurde Kurt Seligmann am 8. Juni 2006 als Gerechter unter den Völkern von Yad Vashem anerkannt.